# 스티브 그랜드
스티브 그랜드(Steve Grand, 1990년 2월 28일 ~ )는 미국의 싱어송라이터이다.